# Rigo Teles
Rigo Alberto Telis de Sousa (São Domingos do Maranhão, 8 de junho de 1963) é um político brasileiro. Filiado ao MDB, atualmente é prefeito de Barra do Corda. Seu nome político é Rigo Teles. Esta diferença entre o nome de batismo e o seu nome político é justificado pelo dificuldade do seu eleitorado em assimilar o "i" do Telis.
Foi eleito deputado pela primeira vez em 1998, sendo reeleito em várias oportunidades. Em 2002, foi reeleito para o segundo mandato, ainda pelo PFL, e ocupou a terceira vice-presidência da Assembleia Legislativa do Maranhão até o final desse mandato. Em 2006, elegeu-se para o terceiro mandato, desta vez pelo Partido da Social Democracia Brasileira (PSDB). Nas eleições de 2014 obteve 41.016 votos, ganhando uma vaga pelo quociente eleitoral.
Nas eleições seguintes, continuou a trajetória ascendente: foi reeleito para o quarto mandato, e posteriormente para o quinto. Em 2018, filiado ao Partido Verde (PV), Rigo Teles foi reeleito para o sexto mandato consecutivo na Assembleia Legislativa do Maranhão, com 43.663 votos, tornando-se o único deputado a alcançar seis mandatos consecutivos no Parlamento Estadual. Nas eleições de 2020, foi eleito prefeito de Barra do Corda.
Rigo é filho do ex-prefeito de Barra do Corda, Manoel Mariano de Sousa, conhecido como Nenzin, que governou o município por três mandatos. Nenzin foi assassinado aos 78 anos, no dia 6 de dezembro de 2017, com um tiro na lateral direita do pescoço. O crime teve grande repercussão no estado, especialmente porque o autor foi seu próprio filho, o empresário Manoel Mariano de Sousa Filho, conhecido como Júnior do Nenzin, irmão de Rigo Teles. Rigo Teles é marido da deputada estadual Abigail Cunha.